# Anders Nyblom
Anders Daniel Nyblom (ur. 26 listopada 1981) – duński zapaśnik walczący w stylu klasycznym. Olimpijczyk z Pekinu 2008, gdzie zajął czternaste ósme miejsce w kategorii 55 kg.
Piąty na mistrzostwach świata w 2005. Dziewiąty na mistrzostwach Europy w 2007. Zdobył pięć medali na mistrzostwach nordyckich w latach 2000 – 2007. Dziewięciokrotny mistrz Danii w latach: 1999 – 2005, 2007 i 2008; drugi w 2006, a trzeci w 1998 roku.
Jest bratem bliźniaczym, zapaśnika Håkana Nybloma, zapaśnika i olimpijczyka z Aten 2004 i Londynu 2012.